# Worrawoot Srimaka
Worrawoot Srimaka (Thai: วรวุฒิ ศรีมะฆะ, * 8. Dezember 1971 in Nakhon Pathom) ist ein ehemaliger thailändischer Fußballspieler und heutiger Trainer.

## Karriere

### Spieler

#### Verein
Seine Karriere begann Worrawoot 1991 bei dem FC Thai Farmers Bank und erreichte mit dem Verein gleich zu Beginn seiner noch jungen Karriere die größten Erfolge. Er wurde mit dem Verein insgesamt dreimal Meister. Gewann zweimal die AFC Champions League und zweimal den Queen’s Cup. 1996 wechselte er zu BEC-Tero Sasana, mit denen er ebenfalls zweimal Meister wurde. 2003 erreichte er nochmals das Finale der AFC Champions League. In beiden Spielen des Finals stand er in der Anfangsformation. Am Ende unterlag man nach Hin- und Rückspiel dem Al Ain Club. 1998 und 2002 wurde er jeweils Torschützenkönig der Thai Premier League. 2002/03 ging er für eine kurze Zeit nach Malaysia zur Kelantan FA. Er konnte jedoch nicht verhindern, das die Mannschaft am Ende der Saison nicht die Qualifikation zur neuen ersten Liga schaffte. Zurück bei BEC-Tero wechselte er 2004 nach Vietnam zu Pisico Bình Định. Mit dem Verein spielte er 2005 noch einmal in der Champions League. Sein Tor im Gruppenspiel gegen den thailändischen Verein FC Krung Thai Bank bedeute für Bình Định den ersten Sieg in der Champions League nach 9 Sieglosen Spielen in Folge. 2007 kehrte er nach Thailand zurück und spielte zunächst beim FC Chonburi. Im Sommer 2008 wechselte er schließlich zum FC Customs Department und beendete dort seine aktive Karriere.

#### Nationalmannschaft
Worrawoot spielte von 1996 bis 2002 für die thailändische Nationalmannschaft. Dabei brachte er es bei 56 Einsätzen auf 29 Tore. Sein erstes Länderspieltor erzielte er am 4. Juli 1996 gegen die Nationalmannschaft der Malediven. Im selben Jahr gewann er mit der Mannschaft auch die ASEAN-Fußballmeisterschaft 1996. 2000 und 2002 folgten zwei weitere Titel bei der ASEAN-Meisterschaft. Mit fünf Toren wurde er 2000 Torschützenkönig des Turniers. Drei seiner fünf Tore erzielte er im Finale gegen Indonesien. Innerhalb von 18 Minuten schoss er diese drei Tore und erzielte damit einen lupenreinen Hattrick. Bei seinen beiden Teilnahmen an den Südostasienspielen errang er 1997 und 1999 jeweils die Goldmedaille mit der Nationalmannschaft.

## Auszeichnungen

### Spieler
- Torschützenkönig der Thai Premier League 1997, 2002
- Torschützenkönig bei der ASEAN-Fußballmeisterschaft 2000

## Erfolge

### Spieler

#### Verein
Thai Famers Bank
- AFC Champions League: 1994, 1995
- Thai Premier League: 1992, 1993, 1995
- Queen’s Cup: 1994, 1995

BEC-Tero Sasana FC
- Thai Premier League: Meister 2000, 2001 und Vizemeister 2002/03, 2003/04
- AFC Champions League: Finalist 2003
- FA-Pokal Thailand 2000

#### Nationalmannschaft
Thailand
- ASEAN-Fußballmeisterschaft: 1996, 2000, 2002
- Südostasienspiele: Goldmedaille 1997, 1999